# John Burnett, Baron Burnett
John Patrick Aubone Burnett, Baron Burnett (* 19. September 1945) ist ein britischer Rechtsanwalt, Politiker der Liberal Democrats und Life Peer.

## Leben und Karriere
Burnett, Sohn von Lieutenant Colonel Aubone Burnett und Joan Bolt, besuchte das oAmpleworth College in North Yorkshire.
Von 1964 bis 1970 diente Burnett bei den Royal Marines. Von 1965 bis 1966 war er Zugführer (Troop Commander) des 42 Commando RM Borneo und von 1967 bis 1969 Zugführer und Zweiter Kommandeur des 40 Commando RM Far East and Middle East. Er beendete seinen Militärdienst im Rang eines Lieutenants.
1975 wurde Burnett als Rechtsanwalt zugelassen. Sein Schwerpunktgebiet war das Steuerrecht. Von 1976 bis 1997 war er zunächst als Partner, später als Seniorpartner von Burd Pearse Soliticors in Okehampton tätig.
Burnett war von 1985 bis 1997 Mitglied des Rates (Council) der Devon Cattle Breeders’ Society. 1989 gewann er die National Herd Competition der Devon Cattle Breeders Society. Von 1984 bis 1996 gehörte er dem Revenue Law Committee der Law Society an.
Er ist außerdem Präsident der Royal Marines Association Ortsgruppe Tavistock, der Präsident der Wohltätigkeitsorganisation Mencap, Sektion Tavistock, des Okehampton Argyle Football Club, der Okehampton Small-Bore Association und der Rescue Group, Bezirk Dartmoor. Außerdem ist er Berater (Adviser) der Special Boat Service Association. (Stand: Juli 2012)
Seit 2005 ist er als freiberuflicher Consultant bei der Rechtsanwaltskanzlei Stephens & Scown Solicitors tätig.

## Mitgliedschaft im House of Commons
1997 folgte Burnett Emma Harriet Nicholson, die ins House of Lords berufen wurde, als Abgeordneter für den Wahlkreis Devon West and Torridge. Burnett war bereits 1987 erfolglos für diesen Wahlkreis angetreten. Von 1997 bis 2002 war er Sprecher der Liberaldemokraten für den Bereich Rechtspolitik. Burnett gehörte von 1998 bis 2005 dem Finance Bill Committee an. Von 2002 bis 2005 war er Shadow Attorney General der Liberaldemokraten. Von 1997 bis 2004 war er Sprecher für Inneres und rechtliche Fragen tätig. Von 2004 bis 2005 war er Sprecher für das Büro des Zweiten Kronanwalts (Solicitor General’s Department). Infolge der Entscheidung von Burnett 2005 nicht mehr anzutreten, kam es bei der Unterhauswahl 2005 zu einem Umschwung von 5.000 Stimmen gegen seinen Nachfolger.
Burnett unterstützte im Mai 2000 mit mehreren Wortmeldungen das Zustandekommen der Limited Liability Partnerships Bill (2000), die es Rechtsanwälten (Solicitor) ermöglichte, weiterhin in Partnergesellschaften tätig zu sein, jedoch teilweise die rechtlichen und steuerlichen Vorteile einer Limited Company in Anspruch zu nehmen.
Mehrfach stimmte Burnett in seiner achtjährigen Zeit als Mitglied des Unterhauses gegen die eigene Partei. Bei mehreren Abstimmungen zum Irak-Krieg 2002/2003 distanzierte er sich von der eigenen Parteilinie.

## Mitgliedschaft im House of Lords
Im Mai 2006 wurde er mit dem Titel Baron Burnett, of Whitchurch in the County of Devon zum Life Peer ernannt. Am 6. Juni 2006 wurde er offiziell in das House of Lords eingeführt; am 17. Juli 2006 hielt er seine Antrittsrede.
Als Themen von politischem Interesse nennt er auf der Webseite des Oberhauses Wirtschaftspolitik, Verteidigungspolitik und Landwirtschaft.
Er war von 2007 bis 2009 liberaldemokratischer Sprecher für Planung (Planning) und von 2009 bis 2010 für Ernährung und Landwirtschaftliche Angelegenheiten.
Burnett ist regelmäßig an Sitzungstagen anwesend.

## Familie
Burnett heiratete 1971 Elizabeth Sherwood de la Mare, die Tochter von Sir Arthur James de la Mare (1914–1994) und Katherine Elizabeth.